# Вальдбредімю (комуна)
Вальдбредімус (люксемб. Waldbriedemes, фр. Waldbredimus, нім. Waldbredimus) — комуна Люксембургу. Входить до складу кантону Реміх в окрузі Гревенмахер.

## Географія
Площа території комуни становить 12,57 км² (95-е місце за цим показником серед 116 комун Люксембургу).
Висота найвищої точки комуни над рівнем моря становить 359 метрів (89-е місце за цим показником серед комун країни), найнижчої — 170 метрів (16-е місце).

## Демографія
Станом на 2011 рік на території комуни мешкало 963 ос.
Динаміка чисельності населення:

## Адміністративний поділ
До складу комуни входять такі поселення:
| Поселення   | Населення за даними переписів: | Населення за даними переписів: | Населення за даними переписів: |
| Поселення   | на 31.03.1981                  | на 01.03.1991                  | на 15.02.2001                  |
| ----------- | ------------------------------ | ------------------------------ | ------------------------------ |
| Ред         | н/д                            | н/д                            | 209                            |
| Трінтанж    | 207                            | 207                            | 262                            |
| Вальбредімю | 255                            | 304                            | 376                            |